# The Innominate
The Innominate ist 3890 m hoher Berggipfel in den Bighorn Mountains im US-Bundesstaat Wyoming. Er befindet sich in der Cloud Peak Wilderness Area im Bighorn National Forest, südlich des Black Tooth Mountain. Er liegt auf der Grenze der Countys Big Horn und Johnson im Norden von Wyoming. The Innominate befindet sich auf einem messerähnlichen Gebirgsgrat und ist durch diesen Grat sowohl mit dem Black Tooth Mountain als auch mit dem Cloud Peak verbunden. Entlang der Grats befindet sich ein weiterer Berggipfel, der Mount Woolsey. Ein kleiner Gletscher liegt unterhalb der Grats südöstlich des Berges. Die Erstbesteigung gelang Walter und A. Willcox im Jahr 1933.